# Zoárd Geőcze
Zoárd Geőcze   (Budapest, 23 d'agost de 1873 - Budapest, 26 de novembre de 1916) va ser un matemàtic hongarès.

## Vida i obra
Geőcze era fill d'un professor de l'Acadèmia Militar de Budapest, quan el regne d'Hongria començava a gaudir d'una certa independència dins de l'imperi Austrohongarès. Va estudiar a la universitat de Budapest, essent deixeble de Gyula Kőnig, tot i que les seves diferències van fer que aquest no el recolzés en la seva carrera acadèmica posterior.
En graduar-se va ser professor de matemàtiques al institut de secundària de Podolínec (avui Eslovàquia), on va conéixer i es va casar amb la seva dona. El 1899 va ser destinat al institut d'Ungvár (avui Újhorod, Ucraïna) en el qual va romandre més de deu anys, amb algunes interrupcions per anar a estudiar a la universitat de París, en la qual va obtenir el doctorat el 1909. El 1910 es va traslladar a Budapest on, finalment el 1913, va aconseguir una plaça docent a la universitat de Budapest.
L'esclat de la Primera Guerra Mundial va significar la seva mobilització, però tot i estar al front, va trobar temps per continuar escrivint articles que enviava pel correu militar. Malauradament, va contraure una malaltia al front, que no va poder superar malgrat el seu trasllat a Viena i a Budapest, on va morir el 1916.
Els treballs matemàtics més remarcables de Geőcze van ser en teoria de superfícies, seguint les idees de Lebesgue. El seu treball més conegut, a part de la seva tesi doctoral sobre superfícies corbes, va ser la construcció d'una funció contínua que no és derivable en cap interval.